# Dainagon
Dainagon (大納言) era un consigliere di primo grado della corte imperiale del Giappone (il titolo è un composto formato da "dai-" che significa "grande" o "primo" e "-nagon" che significa "consigliere"). Il ruolo risale al VII secolo.
Questa posizione consultiva rimase parte della corte imperiale dall'VIII secolo fino al periodo Meiji nel XIX secolo.
La carica è stata creata nel 702 dal Codice Taihō e si è evoluta dalla precedente carica di Oimonomōsu-tsukasa. I titolari della carica appartenevano al Terzo grado superiore. Assistevano il ministro della sinistra (il Sadaijin) e il ministro della destra (l'Udaijin).
Verso la metà del XVII secolo, il consigliere di stato Dainagon doveva lavorare a stretto contatto con il ministro del centro (Naidaijin), la cui posizione era appena inferiore a quella dell'Udaijin e del Sadaijin. Questa posizione di corte si è evoluta per garantire che qualcuno fosse sempre pronto a sostituire o assistere i principali funzionari di corte se, per qualsiasi motivo, uno dei due consiglieri anziani non potesse dedicarsi ai suoi doveri e alle sue responsabilità in tutte le questioni.
Il Dainagon si trovava al di sopra di tutti gli altri kuge del kugyō, ad eccezione dei Daijō-daijin, Udaijin, Sadaijin e Naidaijin.
Questa antica carica sarebbe stata più o meno equivalente a quella di viceministro nel moderno sistema di gabinetto. Fu abolita nel 1871.

## Dainagon sotto l'antico sistema Ritsuryō
Si dice che il Goshidaiyu istituito sotto l'imperatore Tenji e il Nagon istituito sotto l'imperatore Tenmu fossero i suoi predecessori, ma non è chiaro. Il nome Dainagon compare per la prima volta nel Codice Asuka Kiyomihara, ma non è chiaro se sia lo stesso Dainagon del codice Taiho e del codice Yōrō.
Il numero di funzionari era inizialmente quattro, ma nell'aprile del 705 fu ridotto a due con la motivazione che le funzioni erano così importanti da non poter essere coperte con personale adeguato. A quel punto, per compensare la riduzione del numero di dainagon, fu istituito il chūnagon.
Durante il periodo della reggenza, il chunagon era nominato principalmente per servire come funzionario della corte reale, ma durante il periodo del governo del chiostro, divenne anche uno dei più stretti consiglieri della Casa Imperiale. Il numero di funzionari dainagon aumentò gradualmente, fino a raggiungere le dieci unità durante il governo di Go-Shirakawa. Dopo la morte di Go-Shirakawa, il numero fu ridotto a sei quando Kujo Kanezame assunse la carica di reggente e rese più rigido il sistema politico, ma fu ripristinato a dieci durante il governo di Go-Toba, e questo numero rimase invariato per molto tempo. A partire da questo momento furono istituiti i ranghi familiari dei cortigiani e il Dainagon era considerato il grado più alto.
A partire dal periodo Nanboku-chō, non furono nominati cortigiani regolari e nella maggior parte dei casi fu nominato solo un gonkan. L'ultimo a essere nominato dainagon fu Sanjōnishi Saneki (Tensho 5 (1577)).

## Daimonagon nel moderno sistema Daijō-kan
Quando il Daijō-kan fu abolito con la restaurazione della monarchia nel dicembre 1867 (Keiō 3), anche la carica di dainagon cessò di esistere. Tuttavia, nel luglio 1869 (Meiji 2), quando il nuovo governo Meiji subì una serie di riorganizzazioni, il ruolo del dainagon fu ripristinato con l'organizzazione di un governo composto da due ministeri, all'interno del quale fu ripristinata la carica di dainagon. La nuova carica di dainagon è stata ricoperta da Iwakura Tomomi e Tokudaiji Sanenori. Nel luglio 1871 (Meiji 4), con l'ulteriore riorganizzazione del Daijō-kan, la carica di Dainagon scomparve nuovamente. Da allora, non sono state ripristinate altre posizioni governative con lo stesso nome.

## Elenco di alcunidainagon
1. Soga no Hatayasu (672)
2. Kose no Hito (672)
3. Ki no Ushi (672)
4. Ōtomo no Makuta (683)
5. Principe Toneri (683)
6. Ōtomo no Miyuki (701)
7. Abe no Miushi (701)
8. Isonokami no Maro (701 - 704)
9. Fujiwara no Fuhito (701 - 708)
10. Ki no Maro (701 - 705)
11. Ōtomo no Yasumaro (705 - 714)
12. Nagaya (718 - 721)
13. Abe no Yadonamaro (718 - 720)
14. Tajihi no Ikemori (721 - 730)
15. Fujiwara no Muchimaro (729 - 734)
16. Ōtomo no Tabito (730 - 731)
17. Tachibana no Moroe (737 - 738)
18. Fujiwara no Toyonari (740 - 749)
19. Kose no Nademaro (749 - 753)
20. Fujiwara no Nakamaro (749 - 757)
21. Ishikawa no Toshitari (758 - 762)
22. Fun'ya no Kiyomi (762 - 764)
23. Fujiwara no Nagate (764 - 766)
24. Príncipe Shirakabe (futuro Imperatore Kōnin) (766 - 770)
25. Fujiwara no Matate (766)
26. Kibi no Makibi (766)
27. Yuge no Kiyohito (768 - 770)
28. Ōnakatomi no Kiyomaro (768 - 771)
29. Fun'ya no Ōchi (771 - 777)
30. Fujiwara no Uona (771 - 778)
31. Iso no Kamiyakatsugu (780 - 781)
32. Fujiwara no Tamaro (781)
33. Fujiwara no Korekimi (782 - 783)
34. Fujiwara no Tsugutada (783 - 790)
35. Fujiwara no Oguromaro (790 - 794)
36. Ki no Funemori (791 - 792)
37. Ki no Kosami (796 - 797)
38. Príncipe Kami (796 - 798)
39. Príncipe Ichishi (798 - 805)
40. Fujiwara no Otomo (806 - 807)
41. Fujiwara no Uchimaro (806)
42. Fujiwara no Sonohito (810 - 812)
43. Sakanoue no Tamuramaro (810 - 811)
44. Fujiwara no Fuyutsugu (818 - 821)
45. Fujiwara no Otsugu (821 - 825)
46. Yoshimine no Yasuyo (828 - 830)
47. Fujiwara no Tadamori (828 - 838)
48. Kiyohara no Natsuno (830 - 832)
49. Minamoto no Tokiwa (838 - 840)
50. Fujiwara no Chikanari (840 - 842)
51. Tachibana no Ujikimi (842 - 844)
52. Fujiwara no Yoshifusa (843 - 848)
53. Minamoto no Makoto (848 - 857)
54. Fujiwara no Yoshimi (856 - 857)
55. Abe no Yasuhito (857 - 859)
56. Minamoto no Sadamu (859 - 863)
57. Minamoto no Hiromu (859 - 863)
58. Taira no Takamune (864 - 867)
59. Tomo no Yoshio (864 - 866)
60. Fujiwara no Ujimune (867 - 870)
61. Minamoto no Tōru (870 - 872)
62. Fujiwara no Mototsune (870 - 872)
63. Minamoto no Masaru (872 - 882)
64. Fujiwara no Tsuneyuki (872 - 875)
65. Minabuchi no Toshina (876 - 877)
66. Fujiwara no Yoshiyo (882 - 891)
67. Fujiwara no Fuyuo (882 - 887)
68. Minamoto no Yoshiari (891 - 896)
69. Fujiwara no Tokihira (897 - 899)
70. Fujiwara no Takafuji (899 - 900)
71. Minamoto no Hikaru (899 - 901)
72. Fujiwara no Sadakuni (902 - 906)
73. Fujiwara no Kunitsune (902 - 908)
74. Minamoto no Sadatsune (908)
75. Fujiwara no Tadahira (911 - 914)
76. Minamoto no Tatau (913 - 914)
77. Minamoto no Noboru (914 - 918)
78. Fujiwara no Michiakira (914 - 920)
79. Fujiwara no Sadakata (920 - 924)
80. Fujiwara no Kiyotsura (921 - 930)
81. Fujiwara no Nakahira (927 - 933)
82. Fujiwara no Yasutada (930 - 936)